# Parafia Świętych Apostołów Piotra i Pawła w Ciechocinku

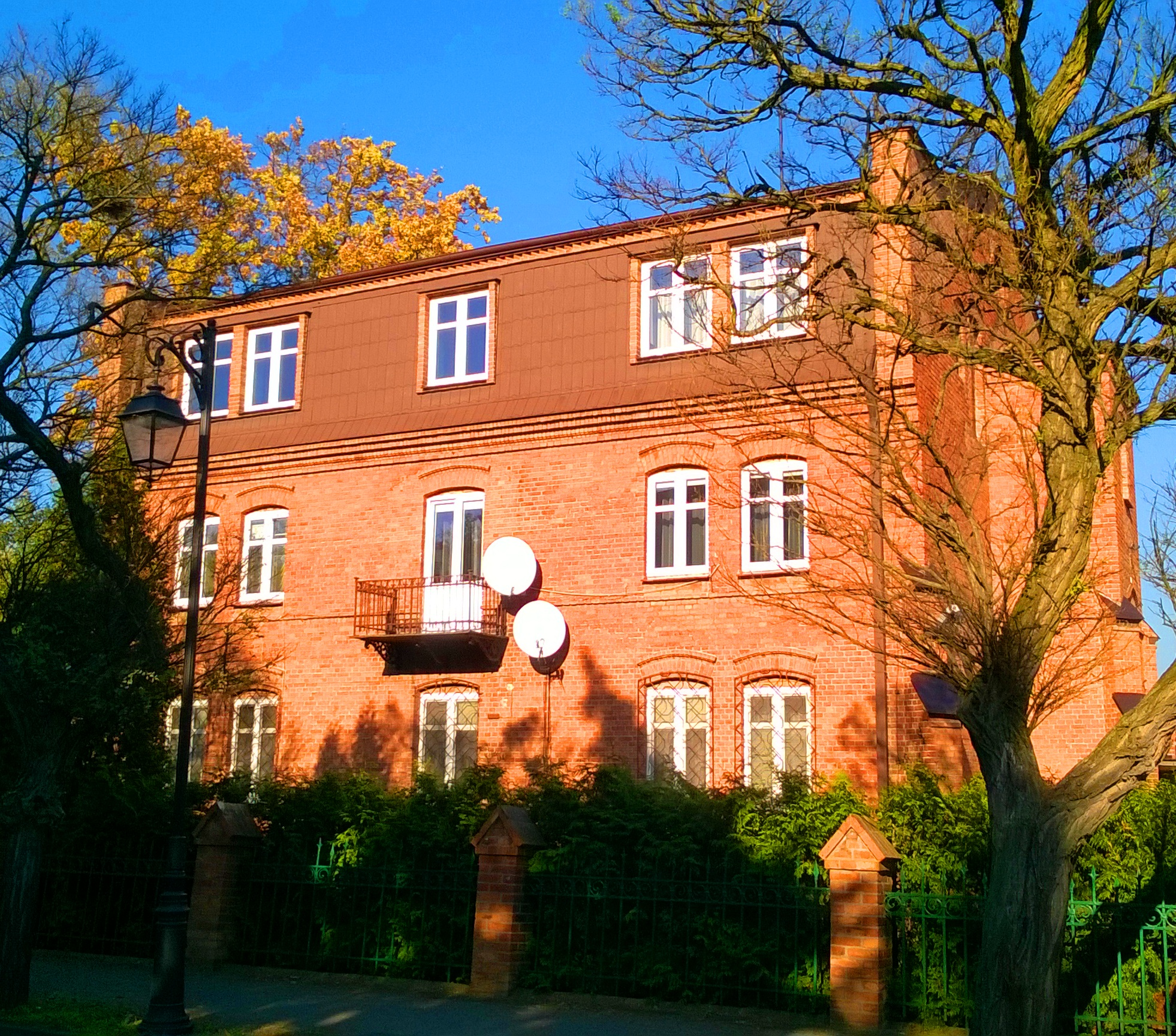
Plebania parafii Świętych Apostołów Piotra i Pawła w Ciechocinku

Parafia Świętych Apostołów Piotra i Pawła – polska rzymskokatolicka parafia w Ciechocinku, należąca do diecezji włocławskiej w dekanacie nieszawskim.

## Historia
Ciechocinek jako osada wymieniana była już w XVI wieku. Należała wówczas do parafii w Słońsku. W 1824 roku kościół w Słońsku został zlikwidowany, a miejscowość włączona do parafii w Raciążku. Już w 1851 roku proboszcz w Raciążku otrzymał zezwolenie na budowę w Ciechocinku kaplicy i jeszcze tego samego roku stanęła kaplica, która została poświęcona przez biskupa Tadeusza Łubieńskiego. Pierwszym ciechocińskim kapłanem został w 1854 roku, ksiądz Jan Rutkowski, były karmelita z Zakrzewa. W 1862 roku w miejsce ks. Rutkowskiego został powołany ksiądz Jacek Jędrecki, natomiast w 1863 roku ksiądz Walenty Kuroch, wikariusz z Opatówka. W 1868 roku i w 1871 roku w czasie wylewu Wisły, kaplica została poważnie uszkodzona i władze miasta postanowiły wybudować nowy, murowany kościół. W 1873 roku, po otrzymaniu zezwolenia, ruszyła budowa kościoła (wówczas kościoła filialnego parafii w Raciążku) oraz plebanii. 5 sierpnia 1874 roku został przez administratora diecezji kujawsko-kaliskiej księdza kanonika Floriana Kosińskiego, poświęcony kamień węgielny pod nową świątynię. Plan kościoła, w stylu gotyckim, był autorstwa architekta Edwarda Cichockiego z Warszawy. W 1918 roku, rozporządzeniem biskupa włocławskiego Stanisława Zdzitowieckiego, erygowano nową parafię w Ciechocinku. Okręg parafialny utworzyły:
- Ciechocinek,
- Nowy Ciechocinek,
- Słońsk Dolny,
- Słońsk Górny,
- Wołuszewo,
- Wygoda.

Pierwszym proboszczem parafii został ksiądz Jan Sowiński. W czasie II wojny światowej kościół w Ciechocinku był dostępny jedynie dla katolików niemieckich. W czasie działań wojennych kościół parafialny został uszkodzony. Zaraz po wojnie, bo już w 1949 roku, zakończono remont kościoła, m.in. odrestaurowano organy, a w 1954 roku założono w kościele centralne ogrzewanie oraz wymieniono zniszczone cegły i dachówki. W latach 80. XX wieku rozbudowano kościół, a w latach 90. XX wieku przeprowadzono kolejne prace remontowe. W lutym 2000 roku dzwony kościelne i zainstalowano nowe nagłośnienie. Latem 2002 roku zostały uzupełnione ubytki cegieł oraz naprawiono uszkodzoną blachę miedzianą. W latach 2003–2004 kościół został wyposażony w nowe ławki i konfesjonały, a w 2005 roku ponownie zostały wyremontowane organy.
Obecnie proboszczem parafii jest ksiądz prałat honorowy Grzegorz Karolak.

## Liczebność i zasięg parafii
Obecnie parafia liczy 9500 wiernych mieszkających w miejscowościach:
- Ciechocinek (oprócz części ul. Nieszawskiej i ul. Bema),
- Słońsk Dolny,
- Słońsk Górny,
- Wołuszewo.

### Szkoły
- Szkoła Podstawowa nr l, im. Marszałka Józefa Piłsudskiego,
- Gimnazjum Publiczne, im. Polskich Olimpijczyków,
- Liceum Ogólnokształcące im. St. Staszica[3].

## Duszpasterze

### Proboszczowie i kapelani
- ks. Felicjan Mateusz Lutoborski (1881-1906, budowniczy kościoła),
- ks. Franciszek Mirecki (1907-1910, kapelan),
- ks. Wojciech Helbich (1910-1916, kapelan),
- ks. Włodzimierz Jakowski (1916-1917, kapelan),
- ks. Jan Sowiński (1917-1926, pierwszy proboszcz od 1918 roku),
- ks. Julian Brylik (1926-1928),
- ks. Wincenty Gmachowski (1928-1931),
- ks. Franciszek Nowakowski (1931),
- ks. Nikodem Ast (1931-1943),
- ks. Władysław Mirski (1945-1947),
- ks. Witold Szyksznel (1946-1947, zastępca proboszcza),
- ks. Stanisław Szubiński (1947-1948, administrator),
- ks. Serafin Opałko (1948-1960),
- ks. Franciszek Cieślak sen. (1960-1970),
- ks. Józef Świniarski (1970-1984),
- ks. Antoni Owczarek (1984-1993, od 1980 adiutor),
- ks. Tadeusz Korpusiński (1993-1995),
- ks. Grzegorz Karolak (1995-2025)[3],

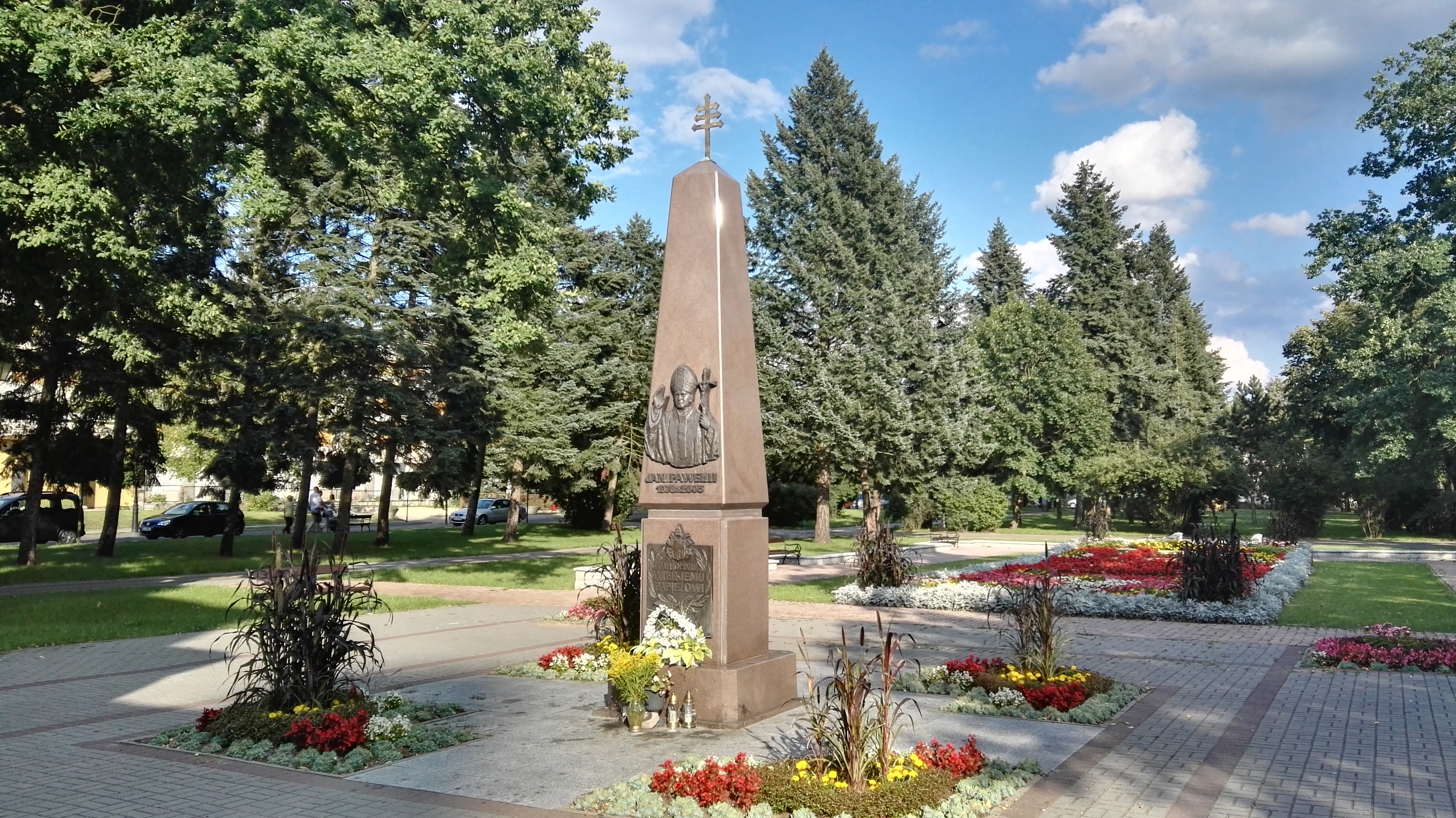
Pomnik św. Jana Pawła II znajdujący się przy kościele parafialnym

- ks. Marcin Filas (2025-nadal)[4].

## Figury i krzyże przydrożne

### Krzyże przydrożne
- krzyż przy ul. Bema 2,
- krzyż przy ul. Sportowej,
- krzyż przy ul. Widok,
- krzyż przy ul. Wołuszewskiej.

### Figury na terenie parafii
- Matki Boskiej Ciechocińskiej przy ul. 3 Maja,
- Najświętszego Serca Jezusowego przy ul. Dembickiego 22A,
- Matki Bożej Niepokalanej przy ul. Dembickiego 4B,
- Matki Bożej Niepokalanej przy ul. Nieszawskiej,
- Matki Bożej Niepokalanej przy ul. Nowy Ciechocinek,
- Matki Bożej Niepokalanej przy ul. Słońskiej,
- Matki Bożej Niepokalanej przy ul. Stawowej,
- Matki Bożej Niepokalanej przy ul. 3 Maja,
- Matki Bożej Niepokalanej przy ul. Wojska Polskiego,
- św. Józefa z Dzieciątkiem przy ul. Bema 19.

## Wspólnoty parafialne
- Rada parafialna,
- Ministranci,
- Chór parafialny "Cantemus Domino",
- Krąg biblijny,
- Rycerze Kolumba
- Dom samotnej matki.
- Domy zakonne
  - Misjonarze Świętej Rodziny,
  - siostry Nazaretanki,
  - siostry Niepokalanego Serca Maryi (Honoratki),
  - siostry Zgromadzenia Sióstr Męki Pana Naszego Jezusa Chrystusa (Pasjonistki),
  - siostry Rodziny Maryi,
  - siostry Sługi Jezusa,
  - siostry Zgromadzenie Sióstr Miłosierdzia św. Wincentego à Paulo (Szarytki),
  - siostry Wspólnej Pracy[3].